# الوليد الحضرمي
الوليد الحضرمي (مواليد 25 مايو 2001) هو لاعب كرة قدم سعودي يلعب حاليًا في نادي حقل.

## مسيرة اللاعب
لعب في نادي أحد ونادي الجبيل ونادي حقل.